# OpenL Translate
OpenL Translateは翻訳サイト・翻訳アプリで、テキスト、画像、動画、音声、ドキュメントファイル、ウェブページ全体を他言語に翻訳するサービスである。
先述したファイルの言語識別機能を持つ。OpenLは古英語、古代ギリシア語など、Google 翻訳にはない言語に翻訳することもできる。古英語は今のところOpenL、Glosbe、Transmonkeyのみ翻訳が可能となっているようである。

## 機能
先述したとおり、様々なファイルの翻訳が可能であり、また文法修正、要約、音声合成、文字数カウンターなどと多様な機能がある(無料版ではいくつか制限がある)。

## 翻訳モード
OpenLでは翻訳モードが２つある。モードは、Fast Mode（無料版は一日40Credit（翻訳するための通貨のようなもの）、有料版では無制限）とAdvanced Credit（Proプラン、Ultimateプランのみ、Proプランでは一日30 credits、Ultimateプランでは一日100 credits）の2種類がある。Fast Modeでは日常的な翻訳に迅速かつ信頼性が高い翻訳ができ、精度を損なうことがない。Advanced Modeではビジネスおよび研究のための正確な翻訳ができる。

## 無料版と有料版の違い
OpenLでは無料版と有料版があり、無料版は有料版に比べていくつかの制限がある。無料版は、文章では文字数が無料版では1500字以内、有料版30000〜150000字以内で翻訳でき、ファイルでは無料版では10MB以内、有料版30MB〜100MBと有料版のほうが大きな容量でアップロード、翻訳ができる。

## 価格
OpenLの有料版にはStarterプラン、Proプラン、Ultimateプランの３つがあり、Starterプランでは7.9ドル、Proプランでは9.9ドル、Ultimateプランでは24.9ドルである。

## プライバシーの考慮
OpenLは翻訳データを保存しない。翻訳が完了すると、データは直ちに削除される。翻訳履歴は、ブラウザにのみ残り、サーバーにはアップロードされることはない。

## モバイル版
2025年2月現在、OpenLはアプリをiOSにのみ配布している。